# Tour de Pologne 2015 – 3. etap
3. etap kolarskiego wyścigu Tour de Pologne 2015 odbył się 4 sierpnia. Start etapu  miał miejsce w Zawierciu, meta natomiast w Katowicach. Etap liczył 166 kilometrów.

## Premie
Na 3. etapie były następujące premie:
| Rodzaj | Rodzaj            | Miejscowość          | Kilometry (od startu) | Kilometry (do mety) |
| ------ | ----------------- | -------------------- | --------------------- | ------------------- |
|        | Specjalna         | Tarnowskie Góry      | 55,3 km               | 110,7 km            |
|        | Lotna             | Piekary Śląskie      | 72,1 km               | 93,9 km             |
|        | Lotna             | Chorzów              | 91,8 km               | 74,2 km             |
|        | Lotna             | Siemianowice Śląskie | 102,4 km              | 63,6 km             |
|        | Górska (III kat.) | Katowice             | 135,2 km              | 30,8 km             |
|        | Górska (III kat.) | Katowice             | 152,9 km              | 13,1 km             |

### Wyniki
| Specjalna – Tarnowskie Góry |                    |        |        |
| Miejsce                     | Zawodnik           | Zespół | Punkty |
| 1.                          | Marcin Białobłocki | POL    | -      |

| Lotna – Piekary Śląskie |                    |        |        |
| Miejsce                 | Zawodnik           | Zespół | Punkty |
| 1.                      | Kamil Gradek       | POL    | 3      |
| 2.                      | Marcin Białobłocki | POL    | 2      |
| 3.                      | Marcus Burghardt   | BMC    | 1      |

| Lotna – Chorzów |                    |        |        |
| Miejsce         | Zawodnik           | Zespół | Punkty |
| 1.              | Marcin Białobłocki | POL    | 3      |
| 2.              | Marcus Burghardt   | BMC    | 2      |
| 3.              | Kamil Gradek       | POL    | 1      |

| Lotna – Siemianowice Śląskie |                    |        |        |
| Miejsce                      | Zawodnik           | Zespół | Punkty |
| 1.                           | Marcin Białobłocki | POL    | 3      |
| 2.                           | Ian Boswell        | SKY    | 2      |
| 3.                           | Adrian Kurek       | CCC    | 1      |

| Górska – Katowice |               |        |        |
| Miejsce           | Zawodnik      | Zespół | Punkty |
| 1.                | Adrian Kurek  | CCC    | 3      |
| 2.                | Matej Mohorič | TCG    | 2      |
| 3.                | Ian Boswell   | SKY    | 1      |

| Górska – Katowice |                    |        |        |
| Miejsce           | Zawodnik           | Zespół | Punkty |
| 1.                | Marcin Białobłocki | POL    | 3      |
| 2.                | Jasha Sütterlin    | MOV    | 2      |
| 3.                | Maxime Bouet       | EQS    | 1      |

## Wyniki etapu
| Miejsce | Zawodnik          | Państwo    | Zespół               | Czas       | Bon.  | Pkt. |
| ------- | ----------------- | ---------- | -------------------- | ---------- | ----- | ---- |
| 1.      | Matteo Pelucchi   | Szwajcaria | IAM Cycling          | 3h 48' 41" | -10 s | 20   |
| 2.      | Giacomo Nizzolo   | Włochy     | Trek Factory Racing  | + 0"       | -6 s  | 19   |
| 3.      | Tom Van Asbroeck  | Belgia     | Team LottoNL-Jumbo   | + 0"       | -4 s  | 18   |
| 4.      | Roberto Ferrari   | Włochy     | Lampre-Merida        | + 0"       | —     | 17   |
| 5.      | Niccolò Bonifazio | Włochy     | Lampre-Merida        | + 0"       | —     | 16   |
| 6.      | Gianni Meersman   | Belgia     | Etixx-Quick Step     | + 0"       | —     | 15   |
| 7.      | Marcel Kittel     | Niemcy     | Team Giant-Alpecin   | + 0"       | —     | 14   |
| 8.      | Paweł Franczak    | Polska     | Reprezentacja Polski | + 0"       | —     | 13   |
| 9.      | Andrea Guardini   | Włochy     | Pro Team Astana      | + 0"       | —     | 12   |
| 10.     | Roger Kluge       | Niemcy     | IAM Cycling          | + 0"       | —     | 11   |

## Klasyfikacje po 3. etapie

### Klasyfikacja generalna
| Miejsce | Zawodnik          | Państwo   | Zespół              | Czas       |
| ------- | ----------------- | --------- | ------------------- | ---------- |
|         | Marcel Kittel     | Niemcy    | Team Giant-Alpecin  | 9h 51' 50" |
| 2.      | Giacomo Nizzolo   | Włochy    | Trek Factory Racing | + 6"       |
| 3.      | Caleb Ewan        | Australia | Orica-GreenEdge     | + 10"      |
| 4.      | Marcus Burghardt  | Niemcy    | BMC Racing Team     | + 10"      |
| 5.      | Niccolò Bonifazio | Włochy    | Lampre-Merida       | + 12"      |
| 6.      | Tom Van Asbroeck  | Belgia    | Team LottoNL-Jumbo  | + 12"      |
| 7.      | Sébastien Turgot  | Francja   | Ag2r-La Mondiale    | + 16"      |
| 8.      | Salvatore Puccio  | Włochy    | Team Sky            | + 16"      |
| 9.      | Lorrenzo Manzin   | Francja   | FDJ.fr              | + 16"      |
| 10.     | Nikias Arndt      | Niemcy    | Team Giant-Alpecin  | + 16"      |

### Klasyfikacja punktowa
| Miejsce | Zawodnik          | Państwo    | Zespół              | Punkty |
| ------- | ----------------- | ---------- | ------------------- | ------ |
|         | Marcel Kittel     | Niemcy     | Team Giant-Alpecin  | 53     |
| 2.      | Niccolò Bonifazio | Włochy     | Lampre-Merida       | 49     |
| 3.      | Giacomo Nizzolo   | Włochy     | Trek Factory Racing | 46     |
| 4.      | Matteo Pelucchi   | Szwajcaria | IAM Cycling         | 40     |
| 5.      | Sébastien Turgot  | Francja    | Ag2r-La Mondiale    | 33     |
| 6.      | Kris Boeckmans    | Belgia     | Lotto Soudal        | 32     |
| 7.      | Salvatore Puccio  | Włochy     | Team Sky            | 29     |
| 8.      | Andrea Guardini   | Włochy     | Pro Team Astana     | 26     |
| 9.      | Caleb Ewan        | Australia  | Orica-GreenEdge     | 24     |
| 10.     | Lorrenzo Manzin   | Francja    | FDJ.fr              | 23     |

### Klasyfikacja górska
| Miejsce | Zawodnik           | Państwo           | Zespół                 | Punkty |
| ------- | ------------------ | ----------------- | ---------------------- | ------ |
|         | Adrian Kurek       | Polska            | CCC Sprandi Polkowice  | 12     |
| 2.      | Martijn Keizer     | Holandia          | Team LottoNL-Jumbo     | 4      |
| 3.      | Marcin Białobłocki | Polska            | Reprezentacja Polski   | 3      |
| 4.      | Matej Mohorič      | Słowenia          | Team Cannondale-Garmin | 3      |
| 5.      | Jasha Sütterlin    | Niemcy            | Movistar Team          | 2      |
| 6.      | Sander Armée       | Belgia            | Lotto Soudal           | 2      |
| 7.      | Paweł Bernas       | Polska            | Reprezentacja Polski   | 2      |
| 8.      | Ian Boswell        | Stany Zjednoczone | Team Sky               | 1      |
| 9.      | Maxime Bouet       | Francja           | Etixx-Quick Step       | 1      |

### Klasyfikacja najaktywniejszych
| Miejsce | Zawodnik           | Państwo  | Zespół                 | Punkty |
| ------- | ------------------ | -------- | ---------------------- | ------ |
|         | Marcin Białobłocki | Polska   | Reprezentacja Polski   | 8      |
| 2.      | Kamil Gradek       | Polska   | Reprezentacja Polski   | 8      |
| 3.      | Marcus Burghardt   | Niemcy   | BMC Racing Team        | 6      |
| 4.      | Adrian Kurek       | Polska   | CCC Sprandi Polkowice  | 6      |
| 5.      | Matej Mohorič      | Słowenia | Team Cannondale-Garmin | 4      |
| 6.      | Martijn Keizer     | Holandia | Team LottoNL-Jumbo     | 3      |
| 7.      | Paweł Bernas       | Polska   | Reprezentacja Polski   | 1      |

### Klasyfikacja drużynowa
| Miejsce | Zespół                 | Państwo           | Czas        |
| ------- | ---------------------- | ----------------- | ----------- |
| 1.      | Team LottoNL-Jumbo     | Holandia          | 29h 36' 18" |
| 2.      | Team Tinkoff-Saxo      | Rosja             | + 0"        |
| 3.      | Etixx-Quick Step       | Belgia            | + 8"        |
| 4.      | Team Giant-Alpecin     | Niemcy            | + 8"        |
| 5.      | BMC Racing Team        | Stany Zjednoczone | + 8"        |
| 6.      | Pro Team Astana        | Kazachstan        | + 8"        |
| 7.      | Reprezentacja Polski   | Polska            | + 8"        |
| 8.      | Lampre-Merida          | Włochy            | + 16"       |
| 9.      | Team Cannondale-Garmin | Stany Zjednoczone | + 16"       |
| 10.     | FDJ.fr                 | Francja           | + 16"       |